# Île Denslows
Denslows est une île des Bermudes. 